# Imitation of Life (песня)
«Imitation of Life» — песня американской альтернативной рок-группы R.E.M. Она была написана участниками группы Питером Баком, Майком Миллзом и Майклом Стайпом и спродюсирована группой вместе с Пэтом Маккарти для их 12-го студийного альбома Reveal (2001). Название основано на одноименном фильме Дугласа Сирка 1959 года, который используется как метафора подросткового возраста и взрослой жизни. Песня является одним из треков группы с наибольшим влиянием поп-музыки. Поскольку барабанщик R.E.M. Билл Берри покинул группу до записи песни, на треке используется драм-машина.
R.E.M. решили выпустить «Imitation of Life» в качестве первого сингла Reveal из-за его коммерческого потенциала. Песня появилась на европейских радиостанциях в марте 2001 года, релиз прошёл по всему миру в течение апреля и мая 2001 года. После выпуска песня получила положительные отзывы музыкальных критиков, которые больше хвалили инструменты, чем лирическое содержание. В коммерческом плане сингл занял 83-е место в чарте Billboard Hot 100 и три недели возглавлял чарт Billboard Adult Alternative Songs. На международном уровне «Imitation of Life» занял шестое место в британском чарте синглов, что дало R.E.M. девятый сингл, который смог попасть в топ-10 Великобритании. Он также имел успех в Италии, Норвегии и Испании, войдя в пятерку лучших в этих странах, и вошел в число 40 лучших в Европе и Австралии.
На церемонии 44-й церемонии «Грэмми» 2002 год песня была номинированв в категории Лучшее вокальное поп-исполнение дуэтом или группой, проиграв песнеU2 «Stuck in a Moment You Can't Get Out Of». Для продвижения песни был снят видеоклип, снятый Гартом Дженнингсом. В этом снятом в феврале 2001 года в Калабасасе, штат Калифорния видео,, используется ряд камер и методы пансканирования для создания 20-секундного клипа сцены вечеринки у бассейна, в которой различные события происходят как в прямом, так и в обратном времени. Критики высоко оценили концепцию видео, и оно было номинировано на две награды на церемонии вручения наград Церемония MTV Video Music Awards 2001, проиграв в обеих категориях «Weapon of Choice» Fatboy Slim.

## Предыстория и релиз
В буклете для сборника R.E.M. 2003 года In Time: The Best of R.E.M. 1988–2003 музыканты рассказали, что название песни взято из одноимённого фильма Дугласа Сирка 1959 года, который никто из участников группы никогда не смотрел, и что оно является метафорой юности и взрослой жизни. В примечаниях также говорится, что после выпуска песни группа поняла, что композиция следует примерно той же последовательности аккордов, что и «Driver 8» из их третьего студийного альбома Fables of the Reconstruction (1985). Песня была почти исключена из Reveal из-за слишком похожести на остальную часть альбома, но в процессе микширования группа решила выделить её, превратив в более динамичный трек. R.E.M. решили выпустить «Imitation of Life» в качестве первого сингла, потому что это был «самый попсовый» трек в альбоме и обладал их «классическим» звучанием. Наряду с остальной частью альбома R.E.M. записали песню в четырёх местах: The Warehouse Studio в Ванкувере; John Keane Studio в Афинах, The Dalkey Lodge в Дублине и The Hit Factory Criteria в Майами.
Warner Bros. Records впервые представили песню на европейском радио 23 марта 2001 года. 9 и 10 апреля, лейбл разослал песню по нескольким американским радиоформатам, включая популярный современный рок для взрослых, мейнстрим-рок, активный рок и альтернативу. Сингл получил свой первый коммерческий релиз 16 апреля 2001 года, когда в Австралии был выпущен макси-CD сингл, содержащий три дополнительных трека: оригинальную версию «The Lifting», записанную в The Dalkey Lodge демо-версию «Beat a Drum» и «2JN». Семь дней спустя по континентальной Европе был распространен ещё один CD-сингл, содержащий только «2JN» в качестве дополнительного трека, а также был выпущен макси-CD с тем же списком треков, что и в австралийском формате. Затем сингл поступил в продажу в Соединенном Королевстве 30 апреля 2001 г. на компакт-диске и кассетном сингле; на компакт-диске отсутствует «2JN», а кассета содержит те же треки, что и европейский компакт-диск. В Великобритании, Европе, Австралии и Японии также был выпущен сингл на DVD с видео «Imitation of Life», а также звуком «2JN» и «The Lifting». В США 8 мая 2001 г. вышла расширенная версия макси-CD, включающая видео и ограниченный тираж 12-дюймового винилового сингла оранжевого цвета. Reveal был выпущен 14 мая 2001 г., в его списке композиций «Imitation of Life» заняла восьмое место.

## Композиция
Использую схожий с ранними песнями звук дженгл-попа, «Imitation of Life» оценивалась критиками и самими музыкантами как самая поп-звучащая песня R.E.M. Критики сравнили эту песню с «Shiny Happy People» из седьмого студийного альбома группы Out of Time (1991), отметив «звенящую» игру на гитаре Питера Бака. В песне Бак, Майк Миллс, Скотт МакКоги и Кен Стрингфеллоу играют на акустических гитарах, а для перкуссии используется драм-машина, поскольку бывший барабанщик Билл Берри покинул группу в 1997 году. R.E.M. и Джонни Тейт аранжировал струны трека, а продюсер Пэт Маккарти наложил их на песню. Стрингфеллоу также добавил в песню синтезаторное соло. Стайп поет ведущий вокал, его поддерживает Миллс..
«Imitation of Life» установленная в обычное оригинальном размере, написана в тональности соль мажор в темпе 126 ударов в минуту. С лирической точки зрения Джордан Степп из онлайн-журнала God Is in the TV описал трек как «видмое сквозь напыщенное выступление подающего надежды артиста» в то время как Роб Шеффилд из журнала Rolling Stone написал, что песня об «удовольствиях любви и их последствиях». Основной текст припева — «Это — сахарный тростник, что так хорош на вкус, Это — корица, это — Голливуд, Давай же, давай, никто не увидит твоих попыток.» — меняется несколько раз на протяжении всей песни. песня, в которой Стайп повторяет одну вариацию до конца трека.

## Видеоклип
Музыкальное видео на «Imitation of Life», изображающее вечеринку у бассейна, было снято 28 февраля 2001 года в Калабасасе, Калифорния. Режиссёром стал Гарт Дженнингс, продюсером — Ник Голдсмит. Желая попробовать что-то другое, Стайп назвал формат видео «мертвой, мертвой формой», черпая вдохновение из мультфильма польского режиссёра Збигнева Рыбчинского «Танго» 1980 года. Дженнингс снял видео, используя 12 камер Super 8, кадры которых впоследствии были объединены в один общий 20-секундный клип. В течение этих 20 секунд, которые проходят как в обычном режиме, так и в перемотке, разные люди имитируют пение разных частей песни. С помощью пансканирования видео показывает различные происходящие за 20 секунд события, включая загоревшегося от барбекю мужчину, вылитый в лицо женщине стакан с жидкостью, танцующего Стайпа, наливающего вино Миллса и играющему на укулеле с обезьяной на коленях Бака (который всегда мечтал подержать это животное).
На церемонии вручения наград Церемонии MTV Video Music Awards 2001 видео было номинировано в категориях «Прорывное видео» и «Лучшая режиссура», проиграв в обоих случаях видеоклипу Fatboy Slim на «Weapon of Choice». New York Press описало видео как живую головоломку Где Уолдо? и что видео обнажает недостатки телевизионного монтажа без ущерба для его собственных кинематографических достоинств. В 2011 году журнал Rolling Stone включил видео в список пятнадцати величайших видеоклипов R.E.M. Технологический сайт TNW отметил, что это видео является одним из самых ранних предшественников клипов в формате Vine.

## Чарт
| Чарт (2001)                             | Высшая позиция |
| --------------------------------------- | -------------- |
| Австралия (ARIA)                        | 32             |
| Австрия (Ö3 Austria Top 40)             | 19             |
| Бельгия/Фландрия (Ultratip)             | 8              |
| Бельгия/Валлония (Ultratip)             | 7              |
| Канада (Nielsen SoundScan)              | 5              |
| Дания (Tracklisten)                     | 12             |
| Европа (Eurochart Hot 100)              | 14             |
| Финляндия (Suomen virallinen lista)     | 14             |
| Франция (SNEP)                          | 99             |
| Германия (GfK)                          | 35             |
| Ирландия (IRMA)                         | 12             |
| Италия (FIMI)                           | 3              |
| Нидерланды (Dutch Top 40)               | 23             |
| Нидерланды (Single Top 100)             | 54             |
| Новая Зеландия (Recorded Music NZ)      | 18             |
| Норвегия (VG-lista)                     | 4              |
| Шотландия (Scottish Singles Chart)      | 5              |
| Испания (PROMUSICAE)                    | 3              |
| Швеция (Sverigetopplistan)              | 32             |
| Швейцария (Schweizer Hitparade)         | 27             |
| Великобритания (UK Singles Chart)       | 6              |
| США (Billboard Hot 100)                 | 83             |
| США (Billboard Adult Alternative Songs) | 1              |
| США (Billboard Adult Top 40)            | 15             |
| США (Billboard Alternative Songs)       | 22             |

## Релиз
| Страна         | Дата                | Формат(ы)                    | Лейбл(ы)     | ID                  | Прим.  |
| -------------- | ------------------- | ---------------------------- | ------------ | ------------------- | ------ |
| Европа         | 23 марта 2001       | Радио                        | Warner Bros. | н/д                 | [ 4 ]  |
| США            | 9 апреля 2001 года  | Hot adult contemporary radio | Warner Bros. | н/д                 | [ 6 ]  |
| США            | 10 апреля 2001      | Мейнстримовое рок-радио      | Warner Bros. | н/д                 | [ 7 ]  |
| США            | 10 апреля 2001      | Активное рок-радио           | Warner Bros. | н/д                 | [ 7 ]  |
| США            | 10 апреля 2001      | Альтернативное радио         | Warner Bros. | н/д                 | [ 7 ]  |
| Австралия      | 16 апреля 2001      | Maxi-CD                      | Warner Bros. | 9362449942          | [ 8 ]  |
| Европа         | 23 апреля 2001      | CD                           | Warner Bros. | 5439 16754 2        | [ 11 ] |
| Европа         | 23 апреля 2001      | Maxi-CD                      | Warner Bros. | 9362 44994 2        | [ 9 ]  |
| Великобритания | 30 апреля 2001 года | CD                           | Warner Bros. | W559CD 9362 44999 2 | [ 13 ] |
| Великобритания | 30 апреля 2001 года | Кассета                      | Warner Bros. | W559C 5439 16754 4  | [ 14 ] |
| США            | 8 мая 2001 года     | 12-мм винил                  | Warner Bros. | 0-42363             | [ 20 ] |
| США            | 8 мая 2001 года     | Макси-CD                     | Warner Bros. | 9 42363-2           | [ 19 ] |
| Канада         | 2001                | Макси-CD                     | Warner Bros. | CD 42363            | [ 63 ] |
| Австралия      | 2001                | DVD                          | Warner Bros. | 7599385402          | [ 16 ] |
| Европа         | 2001                | DVD                          | Warner Bros. | 7599385402          | [ 16 ] |
| Япония         | 2001                | DVD                          | Warner Bros. | WPBR-90032          | [ 17 ] |
| Великобритания | 2001                | DVD                          | Warner Bros. | W559DVD             | [ 15 ] |